# Henschel/SSW Bo Bo 46 t
Die elektrische Tagebaulokomotive Henschel/SSW Bo Bo 46 t wurde bei Henschel und SSW in der Zeit von 1921 bis 1939 in 32 bekannten Exemplaren gefertigt.
Die Lokomotiven gehen auf die unmittelbar vor ihnen gefertigten Borsig/SSW Typ ELA zurück und waren während der Produktionszeit nicht als Kriegselektrolokomotiven (KEL) eingestuft. Es wurden bis zum Zweiten Weltkrieg 32 Lokomotiven gefertigt. Nach dem Zweiten Weltkrieg wurden sie bis 1964 ausgemustert. Es ist keine Lokomotive erhalten geblieben.

## Geschichte

### Vorkriegsgeschichte

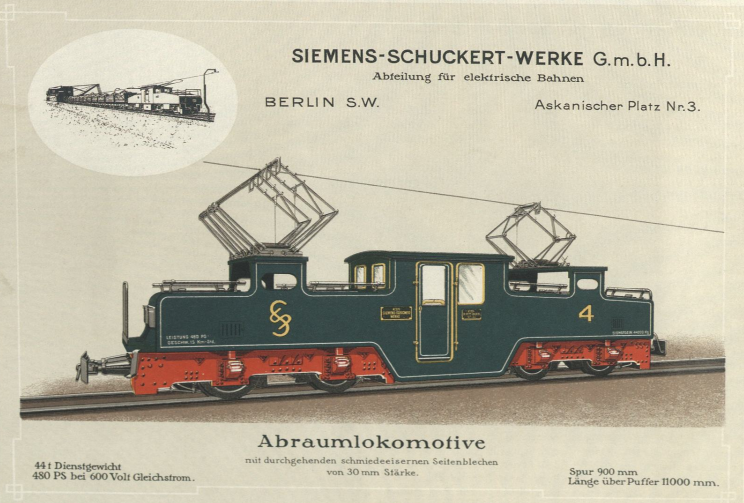
SSW-Tagebaulokomotive aus dem Jahr 1925

Schon 1907 wurden an den Tagebau Phönix erste Lokomotiven mit vier einzeln angetriebenen Achsen und der Bauform mit tief gelegenen mittlerem Führerstand und zwei Vorbauten geliefert. Die elektrische Ausrüstung für die damals mit 600 V Gleichspannung betriebenen Fahrzeuge stammte von den Siemens-Schuckertwerken oder der AEG, die mechanische Ausstattung zuerst von Borsig. Ab den 1930er Jahren fertigte auch Henschel vermehrt Tagebaulokomotiven. Der Hersteller stellte ein Programm von acht Typen vierachsiger Lokomotiven für die Spurweite von 900 mm mit unterschiedlichen Masse- und Leistungsdaten auf.
Die ersten Lokomotiven dieser früheren Konfiguration wurden mit den Fabriknummern Henschel 18585...18643, SSW 1589-1600 1921/22 an die Grube Brigitta bei Spreetal geliefert. Sie wurden beim Hersteller Henschel mit der Bezeichnung 20985, bei SSW unter der Leistungsbezeichnung 352 kW geführt, und trugen bei ihrer Einsatzstrecke die Nummern 1–12. Bis 1928 beschaffte die Grubenbahn weitere Lokomotiven dieses Typs mit den Nummern 13–27 und den Fabriknummern Henschel 19389...21086, SSW 1834...2513. Weitere Details sind nicht erforscht, die letzten beiden gelieferten Lokomotiven hatten Motoren mit einer Leistung von 125 kW.
Ferner beschaffte schon 1923 die Gruhl’schen Braunkohlen- und Brikettwerke fünf Lokomotiven mit den Fabriknummern Henschel 19276–19280 und SSW 1839–1843, sie erhielten die Bezeichnungen 206–210. Außer den tabellarischen Angaben mit Leistung, Masse und Länge über Puffer existieren keine weiteren Angaben.
Zuletzt wurden für die Bergwitzer Kohlenwerke noch zwei Lokomotiven geliefert. Sie hatten die Bezeichnung 1–2 und die Fabriknummern Henschel 23990, 24403 und SSW 3321, 3460.

### Nachkriegsgeschichte
Von den an die Lausitzer Braunkohle AG und die spätere MIBRAG gelieferten Lokomotiven existieren nach 1945 wenig Informationen. Es handelt sich um die Lokomotive Brigitta 12 (Henschel 18643, SSW 1600 von 1921), sie wurde mit der DDR-Bergbaubezeichnung 3-77/42-A2 im Tagebau Neukirchen geführt, die Lokomotive Brigitta 25 (Henschel 20986, SSW 2477 von 1928) gelangte mit der Bezeichnung 3-132/50-A2 ebenfalls hierher.
Die an die Gruhl’schen Braunkohlen- und Brikettwerke gelieferten fünf Lokomotiven waren bis in die 1960er Jahre noch vorhanden. Bei einer Lokzählung zum 26. Oktober 1964 galten die Lokomotiven als überzählig.

## Technik
Die Lokomotiven waren in der Höhe sehr gedrungen und besaßen von allen 900-mm-Lokomotiven von Henschel die geringste Höhe von 2200 mm. Der mechanische Teil der Lokomotiven war eine Nietkonstruktion mit Mittelpufferkupplung die an den Drehgestellen befestigt waren. Das Führerhaus war für den Betrieb bei den Baggern sehr tief heruntergezogen, die Vorbauten waren sehr flach und trugen die zwei Haupt- und die vier Seiten-Stromabnehmer, die bei der Werksfotografie der Grube Brigitta in gerader Form angeordnet war.
Bei der Vorgängertype Borsig/SSW Typ ELA war die Belüftung der Fahrmotoren und der elektrischen Ausrüstung noch als Eigenbelüftung ausgeführt. Es ist nicht bekannt, ob die Henschel-Lokomotiven im frühen Status schon mit Fremdkühlung – mit Kühlung durch elektrische Lüfter – ausgerüstet waren.
Die elektrische Ausrüstung stammte von SSW und bestand aus Gleichstromtechnik, wo über die elektrische Spannung von der Fahrleitung über den Nockenfahrschalter mit der Widerstandssteuerung die elektrischen Fahrmotoren angetrieben wurden, die als Reihenschlussmaschinen ausgeführt waren. Auf den Vorbauten saßen zwei Hauptstromabnehmer und vier kleinere, daneben liegenden Seitenstromabnehmer, die gerade gelagert waren. Die Druckluft für die Druckluftbremse, die zur Bauzeit noch nicht überall verbreitet war, wurden von zwei Kompressoren erzeugt, elektromechanische Schütze schalteten die Hilfsbetriebemotoren. Die Steuer- und Beleuchtungsspannung betrug 24 V.